# Fergus Falls
Fergus Falls är en stad i Otter Tail County i delstaten Minnesota, USA. Staden hade år 2010 en befolkning på 13 138 personer. Staden är den administrativa huvudorten i Otter Tail County.

## Kända personer från Fergus Falls
- Frank Albertson, skådespelare
- Marcus Borg, teolog